# Type 38 (cannone)
Il Type 38 è stato un cannone da campagna prodotto su licenza dall'Impero giapponese, che l'utilizzò a partire dal 1905. Modificato dopo la prima guerra mondiale per aumentarne la gittata, il Type 38 servì bene durante l'espansione nipponica a cavallo tra gli anni venti e i trenta.
Allo scoppio della seconda guerra mondiale era il più numeroso cannone divisionale nell'Esercito imperiale ma decadde rapidamente a fronte del rapido sviluppo delle artiglierie; ciononostante, vista la sua prolificità e le modeste capacità industriali del Giappone, continuò a rimanere il prima linea fino al termine delle ostilità.

## Storia

### Sviluppo
Durante la guerra russo-giapponese svoltasi tra 1904 e 1905, l'Impero nipponico contattò la Germania e richiese alcuni esemplari del cannone da campagna Krupp da 75 mm con relativa licenza. Una seconda fonte afferma invece che soltanto al termine di tale conflitto il Giappone ottenne la licenza. Il cannone prese servizio attivo nell'Esercito imperiale giapponese nel 1905, che corrispondeva al trentottesimo anno di regno dell'imperatore Mutsuhito: poiché all'epoca la designazione degli equipaggiamenti militari era riferita al numero di anni dinastici di un sovrano, l'arma fu immatricolata come "Type 38". In seguito, poi, a migliorie introdotte all'affusto, fu ricavata una versione a più ampio raggio che fu ridenominata Type 38 Kai.
Negli anni trenta l'esercito immise in servizio i più moderni pezzi campali Type 90 e Type 95 sempre in calibro 75 mm: tuttavia, nonostante gli sforzi, essi non rimpiazzarono mai del tutto il Type 38 nelle due versioni.

### Produzione
Il cannone campale fu prodotto in 2 559 esemplari. Una fonte parla invece di circa 2 000 esemplari, dei quali solo una parte fabbricati in Giappone nell'Arsenale di Osaka e il resto comprato dalla Germania. La seconda variante del Type 38 fu invece fabbricata in oltre 900 unità: circa 400 erano vecchi Type 38 riadattati mentre i restanti 500 pezzi o poco più erano stati prodotti ex-novo.

### Impiego operativo

29 maggio 1945: soldati del 184 Infantry Regiment, 7th Infantry Division, ispezionano un Type 38 catturato a Okinawa

Il Type 38 divenne il cannone da campagna standard dell'Esercito imperiale giapponese e si dimostrò una valida macchina bellica, in particolare contro il disorganizzato esercito rivoluzionario di Chiang Kai-shek e l'Armata Rossa cinese di Mao Zedong. Il Type 38 si misurò con un avversario tecnologicamente più avanzato dal 1932, quando ebbero inizio gli incidenti di frontiera con l'Unione Sovietica protattisi fino al 1939 con la disastrosa battaglia di Khalkhin Gol; formò inoltre il nerbo dello schieramento d'artiglieria nipponico durante la seconda guerra sino-giapponese, rimarcando la sua efficacia.
Nel corso della guerra nel Pacifico il Type 38 fu schierato in buoni numeri per la conquista delle Filippine; per la battaglia svoltasi sulla penisola di Bataan i giapponesi potevano contare su dodici Type 38 della batteria campale della 65ª Brigata di fanteria, sedici Type 38 del modello migliorato del 4º Reggimento artiglieria campale e altri ventiquattro del 22º Reggimento artiglieria campale: soltanto questi quaranta pezzi, dalle 09:00 alle 15:00 del 3 aprile 1942, spararono oltre 16 800 proiettili sulle posizioni trincerate dei filippino-statunitensi, contribuendo alla loro devastazione e alla riuscita occupazione dell'intera penisola in appena una settimana.
Con il proseguire della guerra il Type 38 cominciò però a mostrare talune deficienze. Le ruote in legno rendevano il traino meccanico poco funzionale e spesso i soldati giapponesi dovettero ricorrere a bestie da soma, anche per la relativa scarsità di veicoli; su terreni molli o densi di vegetazione, quali erano quelli del fronte oceanico, lo spostamento del cannone era oltremodo difficile; la gittata utile, con il proseguire del conflitto, fu superata dai pezzi avversari nonostante la maggior parte degli esemplari schierati fosse del secondo modello. Il Type 38 fu però mantenuto in prima linea visto che l'apparato economico-militare non riuscì mai a fornire grandi quantità di nuove artiglierie: perciò continuò ad essere utilizzato fino all'agosto 1945, quando la seconda guerra mondiale ebbe termine.

## Caratteristiche
Si trattava di un pezzo d'artiglieria dall'aspetto convenzionale e operato da sei uomini: la canna da 2,325 metri (o 31 calibri – L/31) presentava un alzo che andava da un minimo di - 8° a + 16,5°, mentre il brandeggio era possibile per un ristretto arco di 7°; il puntamento era eseguito grazie a due volantini installati sulla culla. I proietti utilizzati pesavano ognuno 6,41 chili e raggiungevano una velocità iniziale di 510 m/s: la gittata massima arrivava a 8 250 metri e la cadenza di tiro a circa sette colpi al minuto. La corsa di rinculo era di 1250 mm e, al momento dello sparo, si generava una pressione di 245 MPa. La culatta era dotata di un otturatore del tipo a vite interrotta e sotto era stato piazzato il meccanismo di rinculo: il complesso era assicurato a un supporto, che era parte integrante di un affusto ad assale rigido singolo con ruote in legno. Ciò rendeva possibile il traino mediante animali da soma o anche con veicoli a motore; inoltre i serventi potevano spostarlo per brevi distanze se necessario oppure, facendo perno su una delle ruote, farlo ruotare. A protezione degli addetti era montabile uno scudo di esiguo spessore, resistente a schegge e simili. Canna, affusto, culla e meccanismo di rinculo pesavano assieme 947 chili.

## Versioni

### Type 38Kai
Successivamente alla prima guerra mondiale, nel corso degli anni venti, il Type 38 fu fatto oggetto di una revisione per incrementarne il raggio di tiro a seguito del generale miglioramento delle artiglierie in tutto il mondo. Per prima cosa il recuperatore di rinculo fu sostituito con un modello di recente progettazione; la canna fu poi riposizionata sulla culla rendendo il cannone più bilanciato; fu infine introdotto un nuovo tipo di affusto scatolare, vuoto al centro, al posto di quello precedente costituito da una semplice coda piena: in questo modo la culatta poteva rinculare liberamente attraverso l'apertura, senza danni per l'affusto. La corsa di rinculo diminuì comunque a 1200 mm.
Immatricolato nel 1926, tale cannone da un punto di vista estetico era quasi identico al predecessore ma fu denominato Type 38 Kai, ovvero "Type 38 migliorato/migliore": infatti l'alzo poteva ora raggiungere i + 43° e la gittata massima era conseguentemente aumentata a 11 900 metri circa (11 500 metri per una seconda fonte). La frequenza di fuoco crebbe fino a 11 colpi al minuto e la velocità iniziale del proietto arrivò a 603 m/s grazie all'impiego di una nuova granata ad alto esplosivo pesante 5,9 chili e studiata per distruggere postazioni difensive. Il nuovo complesso venne comunque a pesare 1 135 chili quando in batteria e 1 907 chili in configurazione di trasporto. Furono inoltre forniti nuovi tipi di proietti che ampliarono le possibilità tattiche dell'arma: fumogeni, illuminanti, incendiari, shrapnel e a gas; fu pure prodotta una munizione perforante per utilizzare il Type 38 come cannone anticarro in caso di necessità.

## Esemplari esistenti
Ad oggi qualche Type 38 è conservato in musei: uno si trova nel Wisconsin al Veterans Memorial Park. Le ruote in legno sono assai deteriorate e il metallo è seriamente corroso dalla ruggine. Un altro pezzo, catturato nel 1945 durante la battaglia di Luzon, è esposto a Villa Escudero, vecchia casa colonica della famiglia Escudero a San Pablo: il cannone si può ammirare nei terreni attorno all'edificio, assieme a un carro armato medio Type 89 Yi-Go e numerosi altri equipaggiamenti militari nipponici. Una coppia di Type 38 caduti in mano statunitense a Tayug, i cui affusti sono stati dotati di pneumatici e dalle condizioni generali piuttosto malmesse, sono stati posti ai lati della bandiera del Luna College. Un Type 38 si trova anche tra i materiali del Base Borden Military Museum in Ontario.